# Ambasada Bulgariei în Republica Moldova
Ambasada Bulgariei în Chișinău este o misiune diplomatică a Bulgariei în Republica Moldova. După destrămarea Uniunii Sovietice, Moldova și-a declarat independența pe 27 august 1991. Stabilirea relațiilor diplomatice între cele două state a avut loc la 5 februarie 1992. Ambasadorul actual este Georghi Panaitov (din 2009).